# 努奇鄉
44°43′N 26°18′E / 44.717°N 26.300°E
努奇鄉（羅馬尼亞語：Comuna Nuci, Ilfov），是羅馬尼亞的鄉份，位於該國南部，由伊爾福夫縣負責管轄，面積52平方公里，海拔高度74米，2007年人口2,836，人口密度每平方公里54人。